# Parakiefferiella nigra
Parakiefferiella nigra är en tvåvingeart som beskrevs av Lars Zakarias Brundin 1949. Parakiefferiella nigra ingår i släktet Parakiefferiella och familjen fjädermyggor.
Artens utbredningsområde är Northwest Territories, Kanada. Arten är reproducerande i Sverige. Inga underarter finns listade i Catalogue of Life.